# Desa Ngujung (administrativ by i Indonesien, lat -7,54, long 112,00)
Desa Ngujung är en administrativ by i Indonesien.   Den ligger i provinsen Jawa Timur, i den västra delen av landet, 600 km öster om huvudstaden Jakarta.